# SN 1962H
SN 1962H – supernowa typu II odkryta 28 czerwca 1962 roku w galaktyce IC4237. W momencie odkrycia miała maksymalną jasność 13,00m.